# Dujice
Dujice so jugovzhodni predel Cerkniškega polja in predstavljajo pomemben rastlinski ekosistem. Obsežna trstičevja omogočajo gnezdenje številnih vrst ptic.
V nekoliko dvignjenem delu z brezami, ki nikoli ni poplavljen, raste šaš. Med šašem raste tudi redka mesojeda srednja rosika (Drosera intermedia), alpski mavček (Trichophorum alpinum) in trilistni mrzličnik (Menyanthes trifoliata).